# Ostrava
Ostrava (németül Ostrau, lengyelül Ostrawa, cseh kiejtése: [ˈostrava], kb. osztrává) ipari jellegű város Csehország északkeleti részén, Morvaország és Szilézia határán, a lengyel határ közelében. Ostrava a Lučina, Odera, Opava és Ostravice patakok, illetve folyók összefolyásánál fekszik. Mivel Ostrava a Morva kapunál fekszik, kiváló éghajlata van, amit a sokszínű növény- és állatvilága is tanúsít. A város teljes területe 214 km² és 23 városi kerületre oszlik. Lakosságának száma 317 ezer. Ostrava a Morva-sziléziai kerület központja. Csehország harmadik legnagyobb városa. Ostrava törvényhatósági jogkör mellett járási jogú város is. Az Ostrava városi járás egy a négy városi járás közül (Prága, Brno és Plzeň (Pilsen)) Csehországban. Ha számításban vesszük, hogy a nagy Ostravai agglomeráció lakossága 796 000, akkor a prágai agglomeráció mellett a második legnagyobb az országban. Népsűrűsége 1443 lakos/km². A városi illetve járási tanács székhelye az ostravai Új városháza (Nová radnice). Északtól délig (Antošovice–Nová Bělá) Ostrava hossza 20,5 km, kelettől nyugatig (Bartovice–Krásné Pole) 20,1 km.  A városban székel az Ostrava-Opavai Egyházmegye püspöke is. Ostrava területén négy városi műemlékvédelmi körzet található.
Az eredeti település az Ostrá (Ostravice) (magyarul éles) folyó partján helyezkedett el. A város neve feltehetőleg ettől a folyótól származik és mai napig is ez a folyó osztja két részre a várost morva Ostravára (továbbiakban Morvaosztrava) és sziléziai Ostravára (továbbiakban Szilézosztrava). 1763-ban a sziléziai városrészben gazdag feketeszén lelőhelyet fedeztek fel. 1828-ban alakult meg a Rudolf huta, amely acélgyártással foglalkozott. Eredeti tulajdonosától a Rothschild családhoz került, akik Vítkovicének nevezték el. A vasmű megalapítása jelentős mértékben elősegítette a város fejlődését. A 20. század második felére Ostrava lett a köztársaság "acél szíve". A szén miatt jelentős földgáz lelőhely is van Ostraván. A város címerében egy fehér ló és egy arany rózsa látható. A fehér ló vélhetőleg kereskedelmi jelentőségére utal. Az arany rózsa Thurzó Szaniszló alamóci püspök címeréből származik.
A rendszerváltozás után a kémiai és kohászati ipar erőteljes visszaesése után bezárták a bányák legnagyobb részét is (a város területén már nincs bányászat). A költséges környezeti tisztítások után Ostrava környékét nagyrészt sikerült megtisztítani ezen iparágak káros hatásaitól. A városban a több védett területet is kialakítottak. A természeti képződmények közül legnagyobb jelentőséggel bír a svéd gránit kőbálványok. Különleges képződmény a halda Ema is. Manapság már csak a gépészeti ipar bír nagy jelentőséggel a város területén. A Jeseníky és a Beskydy (Beszkidek) turistáinak egyik kiindulópontja.

## A város története
Ostrava története a Kr. u. VIII. században kezdődik, így a város a mai Csehország egyik legrégebben lakott települése. Ostrava területén három vár is volt régen morva Ostraván, sziléziai Ostraván és Landek területén, de csak a sziléziai ostravai vár maradt meg mind a mai napig.

### Ostrava az őskorban
- közel 30 000 évvel ezelőtt: Landekon kialakul az első állandó mammut-vadász település.

### Ostrava a középkorban
- VIII. század körül: szláv település
- X. század: itt áll a holaszic szláv törzs vára
- 1267: Morvaosztrava első írásos említése Bruno (1245–1281) alamóci püspök oklevelében
- 1279 előtt: Ostrava városi kiváltságokat kap, az ostravai Szent Vencel templom első írásos említése.
- 1297: először említik a szilézosztravai várat
- 1362: IV. Károly és cseh király vásártartási jogot ad Ostravának
- 1371–1376: a városfalak kiépítése
- 1428: a várost a husziták foglalják el
- 1437–1848: a város a hukvaldi uradalom része
- 1539: az óvárosháza első írásos említése

### Ostrava a Habsburgok uralma alatt
A 19. század második felében az ipar erőteljes fejlődése következtében Ostrava a Habsburg Birodalom ipari központjává válik.
- 1556: A legnagyobb tűzvész a városban; a főtér csaknem összes háza elpusztul
- 1618–1648: harmincéves háború, dán (1626) majd svéd (1642–1650) megszállás
- 1625: pestisjárvány, közel 500 ember hal meg, az akkori lakosságnak majdnem a fele
- 1747: a helyi posta megalapítása
- 1763: szénre lelnek (a Burňa völgyben)
- 1828: vashuta megalapítása (Rudolf huta, a későbbi Vítkovicei vasmű)
- 1847: vasúti összeköttetés Béccsel és Krakkóval (Ferdinándi észak vasút)
- 1862: megalapítják a Cseh Társaságot
- 1868: Engedély iskolaalapításra
- 1869: Az első gázmű megalapítása; távíró állomás alapítása; Ostrava-střed (Ostrava-központi) pályaudvar megépítése.
- 1870: gázvilágítás kiépítése a városban
- 1872: új városi gázvezeték kiépítése
- 1875: Ostravai matice (Matice ostravská-szláv kultúregyesület) megalapítása
- 1877: Alacsonyabb német reáliskola megalapítása
- 1879: Zsinagóga építése
- 1880: nagy árvíz az Oderán és az Ostravicán
- 1883-1889: Az Isteni Megváltó Katedrális építése
- 1884: A Fifejdy-i kórház építésének kezdete
- 1890: A városi vízművek alapítása Nová Ves-en
- 1894: Cseh Nemzeti Ház megnyitása – a cseh kultúra központja; városi közlekedés kezdete a Morvaosztrava – Mariánské Hory vonalon
- 1895: Német Ház megnyitása – a német kultúra központja; az első villanyerőmű megépítése
- 1897: az első cseh nyelvű reálgimnázium megalapítása
- 1898: Nyilvános könyvtár és olvasóterem nyitása
- 1900: a Lengyel Ház megnyitása – a lengyel kultúra központja
- 1903: Munkásotthon megnyitása Vítkovicén
- 1904: az Ipar és Mesterségek Múzeumának megalapítása
- 1906: az Imperial Szálló építése
- 1907: a városi színház építése (német színház), a mai Antonín Dvořák Színház
- 1913. április 18.: a városi tanács telket vesz az Újvárosháza építésére
- 1914: acél híd építése az Ostravicán, a mai Miloš Sýkora híd (Most Miloše Sýkory)
- 1914–1918: az első világháború

### Ostrava az elsőCsehszlovák Köztársaságalatt
A 20-as 30-as években a város területén áruházakat építettek (Bachner, Brouk a Babka áruház,…).
- 1919: a Morva-sziléziai Nemzeti Színház (Národní divadlo moravskoslezské) megalapítása
- 1923: versenypályázat kiírása az Újvárosháza építésére
- 1924: az ún. Nagy Ostrava (Velká Ostrava) kialakulása – az eredeti városközponthoz (Morvaosztrava) hat morva települést csatolnak)
- 1926: megépül a Művészetek Háza (Dům umění)
- 1928: megépül a "Brouk a Babka" áruház
- 1929: A Cseh Rádió ostravai stúdiójának megalapítása
- 1930: Megépül az Újvárosháza
- 1929–1934: gazdasági válság

### Ostrava a Cseh-Morva protektorátusban
- 1939. március 14.: a német katonaság bevonul a városba, októberben elindul az első zsidó transzport a San folyó melletti Nisko "átnevelőtáborába"
- 1939–1945: a második világháború
- 1941. július 1.: Újabb 4 morva és 8 sziléziai települést csatolnak Morvaosztravához (Mährisch Ostrau)
- 1944. augusztus 29.: Az Egyesült Államok 15. bombázó flottája Ostravát támadja, a városközpontban súlyos károk keletkeznek
- 1945. április 30.: a városból kiűzik a németeket

### A második világháború után
A háború után szükségessé vált a bombatámadások által okozott károk kijavítása. Az 50-80-as években a város hihetetlenül felduzzadt a kiterjedt építkezések miatt, illetve, mivel a szocializmus alatt, mint ipari várost kiemelt figyelemmel kezelték. Elkezdődött a lakótelepek kiépítése Hrabová, Zábřeh és Poruba városrészekben. A nehézipar intenzív fejlődése kezdődött el. A 60-as években Černá loukán kiállító városrészt építettek. Folytatódott a város történelmi jellegének eltüntetése, érzéketlen szocialista építményekkel a városközpontban. Josef Kempný polgármestersége idejében folytatódott a lakótelepek kiépítése. És tervezeteket készítettek a városközpont alatti szén bányászat megkezdésére.1968 augusztusa után elkezdődött a már rendezett településrészek lakótelepekkel való beépítése (például Fifejdy). A 70-es években Eduard Foltýn polgármestersége alatt új területrendezést készítettek, felépültek a svinovi és frýdlanti hidak, felépül a kerületi kórház Porubán, tovább folytatódnak azonban az érzéketlen szocialista építkezések. Bedřich Lipina, a rendszerváltozás előtti utolsó polgármester, kibővítette a villanytelepet Třebovicén és elkezdte a központi víztisztító építését Přívoz városrészben és a kunčicei hulladékfeldolgozót.
- 1945: Příbramból átköltöztetik a Bányászati Főiskolát, amely később az Ostravai Egyetem lesz
- 1949–1951: az Új huta kiépítése
- 1950. március 13-14.: a város területén lévő kolostorok felszámolása a szerzetesek és szerzetesnővérek deportálása
- 1951: az ostravai állatkert megnyitása; a Zeneszínház (Divadlo hudby) alapítása;az Állami Tudományos Könyvtár (Státní vědecká knihovna) megalapítása
- 1953: Felsőbb Zenei Pedagógiai Iskola megalapítás, amely 1959-től konzervatórium, 1996-tól Janáček konzervatórium
- 1953: a Divadlo loutek színház megalapítása
- 1954: az ostravai Janáček filharmónia alapítása a rádió zenekarából
- 1959: Megalakul a Pedagógiai Tanszék, amely 1991-től Ostravai Egyetem néven működik; Leoš Janáček repülőtér megnyitása
- 1961: a Vítkovicei Kultúrház megnyitása, amely később a város kultúrháza lett
- 1976: 1924-től 33 községet egyesítettek Ostravával
- 1986: megnyitják a kultúra és sport palotát, a mai ČEZ Arénát
- 1989. december 17.: bársonyos forradalom, a város szocialista várostervezésének a vége

### Ostrava a bársonyos forradalom után
A bársonyos forradalom után Ostrava több várossal vette fel a kapcsolatot. Megalakult az Ostravai Egyetem (Ostravská Univerzita). A város bekapcsolódott a régiók nemzetközi együttműködésébe az Ouverture programon belül. Evžen Tošenovský polgármester létrehozta a vészhívó központot, amely egyedülálló egész Csehországban. Pozitívan értékelték működését az 1997-es morvaországi árvíz idején. Felépült a Divadlo loutek Ostrava színház és felújították az Antonín Dvořák Színházat. Több út is felépült.
- 1992: a Törvényhatósági jogú városok Polgármesterei Kollégiumának megalapítása
- 1993: megalakul a Felső-Szilézia és Észak-Morvaország Községeinek Társulása (Sdružení obcí Horního Slezska a severní Moravy); Területfejlesztési Ügynökség alapítása
- 1994. június 30.: a szénbányászat leáll.
- 1996. május 30.: létrejön az ostrava-opavai egyházmegye az Ad Christifidelium spirituali bullával, székhelye Ostrava.
- 1997. július 7-9.: az Odera, Opava és Ostravice által okozott nagy morvaországi árvíz, mely a város legtöbb mélyebb fekvésű részét elöntötte
- 1998. szeptember 27.: 162 év után a vasgyártás befejeződik a Vítkovicei Vasműben
- 2001: Röplabda Európa-bajnokság
- 2006. október 26-30.: Ostravában rendezik meg a férfi kulturisztika világbajnokságát
- 2006. november 2-4.: Ostravában rendezik meg a teamgym Európa bajnokságot
- 2007. január 1.: Ostrava városi járásába (okres Ostrava-město) újabb 12 községet csatolnak (Čavisov, Dolní Lhota, Horní Lhota és Velká Polom az Opavai járásból, Klimkovice, Olbramice, Vřesina és Zbyslavice a Nový Jičín-i járásból és Stará Ves nad Ondřejnicí, Šenov, Václavovice és Vratimov a Frýdek-místeki járásból)

## Közlekedés
Ostraván a villamosok 1894-től közlekednek, amikor elkezdődött a személy szállítás gőzhajtású villamosokkal. Az egyre bővülő hálózatot 1901-ben villamosították. Az újabb vonalakat elsősorban a központtól dél és kelet felé építették, elsősorban azért, hogy ne kereszteződjenek a Karvinára és Bohumínba vezető keskeny nyomtávú vasúttal. 1934-ben villamosították a vasutat Vítkovice városrészben is. A 20. század 40-es és 50-es éveiben az összes működő közlekedési társaságot felszámolták és egyesítették mint Ostrava város közlekedési vállalatát (Dopravní podnik města Ostravy). A szocializmus alatt Poruba lakótelepre és Nová Huť gyárba építettek ki újabb villamos vonalat. 1989 után a vonalak építése leállt. A 90-es évek végén csak egy vonalrész nyílt meg (Místecké ulice).
A trolibuszközlekedés csak a második világháború után indult meg, hasonlóan ahogyan a legtöbb cseh városban is. Ostraván az első trolibusz 1952-ben jelent meg, amikor a városközpont körüli vonal megépült. A 20. század 50-es és 60-as éveiben a trolibusz közlekedés fokozatosan kiszorította a keskeny nyomtávú vasutakat. A 70-es évek végén megépült egy újabb vonal a Fifejdy lakótelepre. A vonal bővítése csak a 90-es évek közepén állt le, amikor a trolibuszok elértek Koblovba.

## A város polgármesterei
- 1861: Hermann Zwierzina
- 1864: Alois Anderka
- 1873: Konstantin Grünwald
- 1880: Anton Lux
- 1888: Dr. Adalbert Johanny
- 1901: Dr. Gustav Fiedler
- 1918: Johann Ulrich (1918. december 17-ig)
- 1918: Jan Prokeš
- 1935: Josef Chalupník
- 1939: Dr. Josef Hinner
- 1940: SS Sturmbannführer Emil Beier
- 1945: Josef Lampa (ideiglenesen 3 hétre jelölve)
- 1945: Josef Kotas
- 1960: Jan Buchvaldek
- 1964: Ing. Josef Kempný
- 1968: Ing. Zdeněk Kupka
- 1971: RSDr. Eduard Foltýn
- 1986: Ing. Bedřich Lipina
- 1989: Ing. Lubomír Vejr, CSc.
- 1990: Ing. arch. Jiří Smejkal
- 1993: Ing. Evžen Tošenovský
- 2001: Ing. Čestmír Vlček
- 2002: Ing. Aleš Zedník
- 2006: Ing. Petr Kajnar
- 2014: Ing. Tomáš Macura

## Közigazgatási beosztás
Ostrava 23 körzetre oszlik. Némely körzeten belül több katasztrális területet különböztetünk meg.
| Körzet                                     | WWW | Katasztrális terület |
| ------------------------------------------ | --- | --- |
| Hošťálkovice                               |     | Hošťálkovice |
| Hrabová                                    |     | Hrabová |
| Krásné Pole (Szépmező)                     |     | Krásné Pole |
| Lhotka                                     |     | Lhotka |
| Mariánské Hory (Máriahegyek) és Hulváky    |     | Zábřeh-Hulváky (városrész), Mariánské Hory |
| Martinov                                   |     | Martinov (városrész Sziléziában) |
| Michálkovice                               |     | Michálkovice |
| Moravská Ostrava (Morvaosztrava) és Přívoz |     | Moravská Ostrava (negyed), Přívoz |
| Nová Bělá (Újfehér)                        |     | Nová Bělá |
| Nová Ves (Újfalu)                          |     | Nová Ves |
| Ostrava-Jih (Osztrava-dél)                 |     | Dubina (Tölgyes)(magába foglalja Dubina városrészt és ennek részét a Bělský Les-t), Hrabůvka (magába foglalja Hrabůvka városrészt és ennek részét Bělský les-t), Výškovice (Magasfalu), Zábřeh nad Odrou |
| Petřkovice (Péteri)                        |     | Petřkovice |
| Plesná (Bálos)                             |     | Nová Plesná (magába foglalja Plesná részét), Stará Plesná (magába foglalja Plesná részét) |
| Polanka nad Odrou                          |     | Polanka nad Odrou |
| Poruba                                     |     | Poruba (magába foglalja Poruba részét), Poruba-sever (Poruba-észak) (magába foglalja Poruba részét) |
| Proskovice                                 |     | Proskovice |
| Pustkovec                                  |     | Pustkovec |
| Radvanice és Bartovice                     |     | Bartovice, Radvanice |
| Slezská Ostrava (Szilézosztrava)           |     | Antošovice, Heřmanice, Hrušov, Koblov, Kunčice, Kunčičky, Muglinov, Slezská Ostrava |
| Stará Bělá (Óbéla)                         |     | Stará Bělá |
| Svinov                                     |     | Svinov |
| Třebovice                                  |     | Třebovice |
| Vítkovice                                  |     | Vítkovice (magába foglalja Vítkovice részét), Zábřeh-VŽ (magába foglalja Vítkovice részét) |

## Testvérvárosai
- Volgográd, Oroszország (1949)
- Coventry, Egyesült Királyság (1957, felújítva 1990)
- Katowice, Lengyelország (1960, felújítva 1996)
- Drezda, Németország (1971, felújítva 1995)
- Split, Horvátország (1976)
- Pireusz, Görögország (1997)
- Kassa, Szlovákia (2001)
- Miskolc, Magyarország (2001)
- Pittsburgh, Amerikai Egyesült Államok (2001)
- Wodzisław Śląski járás, Lengyelország (2005)

## Főiskolák, egyetemek
- Ostravai Egyetem (Ostravská univerzita)
- Bányászati Főiskola – Ostravai Műszaki Egyetem (Vysoká škola báňská – Technická univerzita Ostrava)
- Vállalkozási Főiskola

## Híres emberek
- Itt született 1960-ban Ivan Lendl teniszező

## Népesség
A település népessége az elmúlt években az alábbi módon változott:
| Lakosok száma | 38 598 | 316 744 | 198 438 | 183 662 | 322 073 | 299 609 | 291 634 | 289 128 | 279 791 | 284 765 |
|               | 1869   | 1890    | 1921    | 1950    | 1980    | 2012    | 2017    | 2019    | 2022    | 2024    |

## Fordítás
Ez a szócikk részben vagy egészben  az   Ostrava című cseh Wikipédia-szócikk ezen változatának fordításán alapul.  Az eredeti cikk szerkesztőit annak laptörténete sorolja fel. Ez a jelzés csupán a megfogalmazás eredetét és a szerzői jogokat jelzi, nem szolgál a cikkben szereplő információk forrásmegjelöléseként.